# Fu Yu (Tischtennisspielerin)
Fu Yu (* 29. November 1978 in der chinesischen Provinz Hebei) ist eine in China geborene portugiesische Tischtennisspielerin. Sie wurde 2016 Vizeeuropameisterin und nahm an den Olympischen Spielen 2016 teil.

## Werdegang
Fu Yu wurde in China in der Provinz Hebei geboren. 1998 verließ sie China Richtung Spanien. Seit 2001 lebt sie in Portugal, wo sie heiratete und 2013 die portugiesische Staatsbürgerschaft erhielt.
Fu Yu spielt mit der Schlägerhaltung Penholder. Sie holte bei den Europameisterschaften 2013, 2015 und 2016 insgesamt drei Medaillen. 2013  erreichte sie im Einzel das Halbfinale, in dem sie der Schwedin Li Fen unterlag. 2015 gewann sie erneut Bronze im Einzel. Diesmal verlor sie im Halbfinale gegen die Niederländerin Li Jie. 2016 kam sie bis ins Endspiel, wo sie der Türkin Melek Hu den Sieg überlassen musste.
2016 qualifizierte sie sich für die Teilnahme an den Olympischen Spielen. Hier schied sie in der zweiten Runde gegen die Thailänderin Nanthana Komwong aus. Mit dem französischen Verein Metz TT erreichte sie 2014/15 im ETTU Cup das Endspiel. 2019 wurde sie vom Bundesligaverein TTC Berlin verpflichtet, den sie 2020 Richtung SV DJK Kolbermoor verließ.
Im Februar 2015 wurde sie in der ITTF-Weltrangliste auf Platz 15 geführt, ihre bislang (Februar 2019) beste Platzierung.